# آدم براند
آدم براند (بالألمانية: Adam Brand)‏ هو دبلوماسي وكاتب ومؤلف ألماني، ولد في القرن السابع عشر في لوبيك في ألمانيا، وتوفي في 1713.